# Ксидис, Анна
Анна Ксидис (англ. Anna Xydis, в греческих источниках Анна Антониаду-Ксиди, греч. Άννα Αντωνιάδου-Ξύδη, урождённая Анна Михайловна Антониадес; 1915, Екатеринодар — 15 декабря 1980) — американская пианистка греческого происхождения. Жена теннисиста и политолога Стефаноса Ксидиса (с 1942 года).
Родилась в семье российских греков, дочь Михаила Антониадеса и его жены Елизаветы, урождённой Пападопулос. В 1926—1930 гг. училась в Афинской консерватории. Затем по стипендии греческого правительства отправилась для продолжения образования в Берлин и в 1933 году окончила с отличием Берлинскую консерваторию, ученица Леонида Крейцера и Владимира Горбовского, занималась также на летних курсах Эдвина Фишера. В том же году получила почётный диплом с серебряной медалью на Международном конкурсе исполнителей в Вене. После этого жила в Германии, в 1937—1939 гг. трижды выступала как солистка с Берлинским филармоническим оркестром (произведения Бетховена, Рихарда Штрауса и Сергея Рахманинова), гастролировала в Австрии, Бельгии, Нидерландах, Греции.
С 1940 года в США, в том же году дебютировала в нью-йоркском Таун-холле, 3 марта 1942 года в Карнеги-холле, в 1946 году гастролировала в Канаде, в 1950-е гг. в Европе, в том числе в 1958 году в Греции и в 1959 году в лондонском Уигмор-холле (оставив впечатление «подлинной мощи»). Выступала с ведущими американскими оркестрами, в том числе неоднократно с дирижёром Димитрисом Митропулосом. Критика высоко оценивала её работу с романтическим репертуаром. В 1938—1939 гг. осуществила ряд записей в Берлине, в том числе Вариации на тему Паганини Иоганнеса Брамса, произведения Роберта Шумана, Фридерика Шопена, Модеста Мусоргского, Сергея Прокофьева.